# Tiso aestivus
Tiso aestivus là một loài nhện trong họ Linyphiidae.
Loài này thuộc chi Tiso. Tiso aestivus được Ludwig Carl Christian Koch miêu tả năm 1872.